# Michał Gliwa
Michał Gliwa, né le 8 avril 1988 à Rzeszów, est un footballeur polonais. Il est gardien de but au Zagłębie Lubin.

## Carrière

### En club
- 2007-2008 :  Dyskobolia
- 2008- :  Polonia Varsovie

### Palmarès
- Coupe de la Ligue : 2008